# Anne Berner
Anne-Catherine Berner, född 16 januari 1964 i Helsingfors, är en finländsk politiker (Centern) och affärskvinna. Hon var trafik- och kommunikationsminister samt Ålandsminister i Sipiläs regering 2015-2019
Anna Berner tog i maj 2015 över posten som nordisk samarbetsminister i Finland efter Lenita Toivakka och ansvarar därmed för det nordiska samarbetet i samband med Finlands ordförandeskap i Nordiska ministerrådet 2016.
"Det nordiska samarbetet borde betyda mera för våra medborgare och vårt näringsliv. Jag vill uttrycka ett starkt stöd reformeringen och moderniseringen av Nordiska ministerrådet. Det behövs en ambitiös agenda för det nordiska samarbetet", säger minister Berner, som betonar att hon är mycket entusiastisk över uppdraget som regeringens huvudsakliga kontaktlänk till Finland. 
Berner är vd för familjeföretaget Vallila Interior, som hon tog över i 25-årsåldern, och har också varit styrelseordförande för Familjeföretagarnas förbund. Hon sitter bland annat i styrelserna för Soprano, Boardman och Karelia-Upofloor, som suppleant i Ilmarinens styrelse och är ordförande för stödföreningen Barnsjukhuset 2017. Hon är även aktiv lobbyist i Bryssel genom sin styrelseplats i intresseorganisationen European Family Business.
Anne Berner blev 2015 invald i Finlands riksdag för Centern, då hon fick nästan 10 000 röster i Nylands valkrets.
Berner är en av de fem drakarna i 2015 års uppsättning av Draknästet i TV8. 
Berner har schweizisk-finska föräldrar.  Hon har tyska som modersmål men lärde sig både finska och svenska som barn. 
Hon har studerat till ekonomie magister vid Svenska handelshögskolan i Helsingfors.

## Utmärkelser
- Kommendörstecknet av Finlands Lejons orden,  6 december 2014[5]

[Redigera Wikidata]